# Otmęt
Otmęt (do 1946 Odmęt; niem. Ottmuth, czes. Otmút) – dzielnica Krapkowic, do 1954 wieś, w latach 1945–1954 siedziba gminy Otmęt.
Do historii miejscowości weszło uruchomienie w 1931 zakładów Baťa.

## Opis
W Otmęcie swoje siedziby mają m.in. krapkowicki Urząd Miasta, Starostwo Powiatowe, Komenda Powiatowa Policji oraz Straż Pożarna. Znajdują się tu również dwa kościoły: zabytkowy pw. Wniebowzięcia NMP oraz współczesny pw. Ducha Świętego.

## Nazwa
Nazwa miejscowości pochodzi od polskiego słowa odmęt oznaczającego głęboką, wzburzoną wodę. Polską nazwę Otmęt oraz niemiecką Ottmuth wymienia w 1896 śląski pisarz Konstanty Damrot w książce o nazewnictwie miejscowym na Śląsku. Damrot w swojej książce wymienia również starsze nazwy z łacińskich dokumentów z 1425 – Othmuch i z 1450 – Othmenth.
Słownik geograficzny Królestwa Polskiego (1880–1902) podaje polską nazwę Odmęt (i niemiecką Ottmuth).

## Historia
W II połowie XIII wieku Poltek z Szybowic, ówczesny właściciel Otmętu, przekazał miejscowość klasztorowi cystersów w Jemielnicy. Po śmierci Poltka ok. 1299, jego synowie Jaksa i Teodoryk odzyskali dobra.
W 1910 roku 990 mieszkańców mówiło w języku polskim, natomiast 154 osoby posługiwały się językiem niemieckim. W wyborach komunalnych w listopadzie 1919 roku 53 głosy oddano na kandydatów z list polskich, którzy zdobyli łącznie 2 z 9 mandatów. Podczas plebiscytu w 1921 roku uprawnionych do głosowania było 777 mieszkańców (w tym 157 emigrantów). Za Polską głosowały 93 osoby, za Niemcami 655 osób. W Otmęcie toczyły się walki w ramach III powstania śląskiego. 15 maja miejscowość została zajęta przez polskie wojsko, które jednak 2 dni później rozkazem dowództwa zostało zmuszone do wycofania. Otmęt stanowił zaplecze pod rozpoczynający się 21 maja atak w kierunku Góry św. Anny. Na początku czerwca do miejscowości wkroczyły wojska alianckie, które stworzyły strefę buforową między walczącymi stronami.
W 1945-1954 Otmęt był siedzibą gminy Otmęt, zniesionej podczas reformy administracji i utworzono gromadę Otmęt, zanim ta zaczęła funkcjonować zniesiono ją zmieniając na osiedle, które włączono do Krapkowic 1.01.1962 r.

## Zabytki
Do wojewódzkiego rejestru zabytków wpisane są:
- kościół par. pw. Wniebowzięcia Najświętszej Marii Panny, zbudowany prawdopodobnie przez zakon templariuszy[7], najstarsza wzmianka o nim pochodzi z 1223 r. – z początków XIII wieku, przebudowany w kolejnych wiekach: XIV w., XVIII w., i znacznie rozbudowany w latach 1912–1914
- ruiny zamku rycerskiego nad Odrą, zbudowanego prawdopodobnie w XIV wieku, XVI/XVII w., gruntownie przebudowanego w XVIII wieku, w ruinie od połowy XIX wieku, wedle legendy zbudowany przez templariuszy; wieża zamku w 1723 r. przyłączona została do kościoła i zachowała się do dziś.
- park, z XIX w.

inne zabytki:
- mury kościelne, XVI-wieczne, ze strzelnicami i śladami pomostów.

## Znani otmętowianie
- Marian Czura, polsko-niemiecki malarz i reżyser
- Karol Koziołek, polski ksiądz i działacz narodowy na Śląsku Opolskim
- Malwina Ratajczak, Miss Polonia 2005
- Natalia Zastępa, piosenkarka

## Galeria

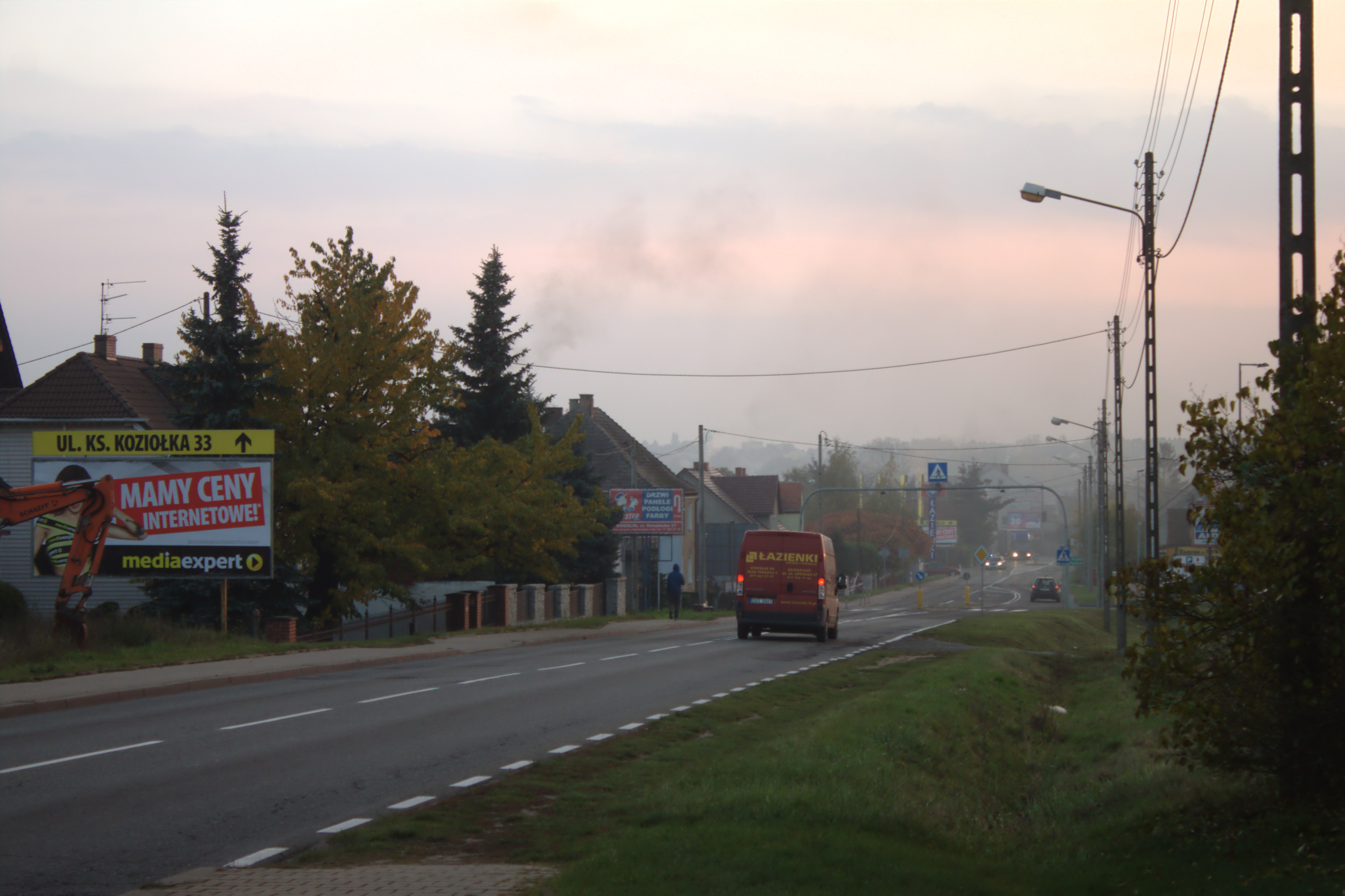
Ulica
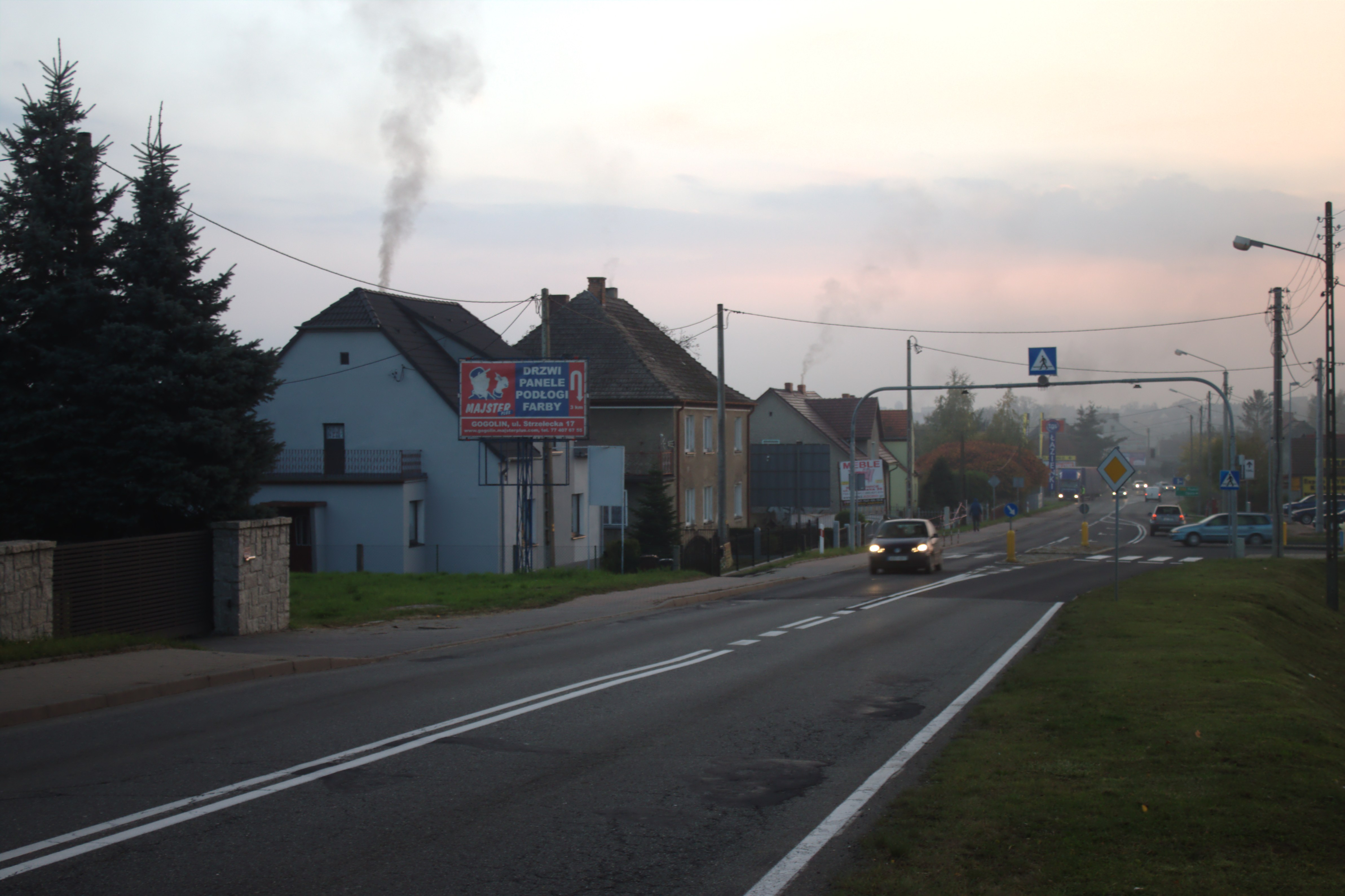
Ulica
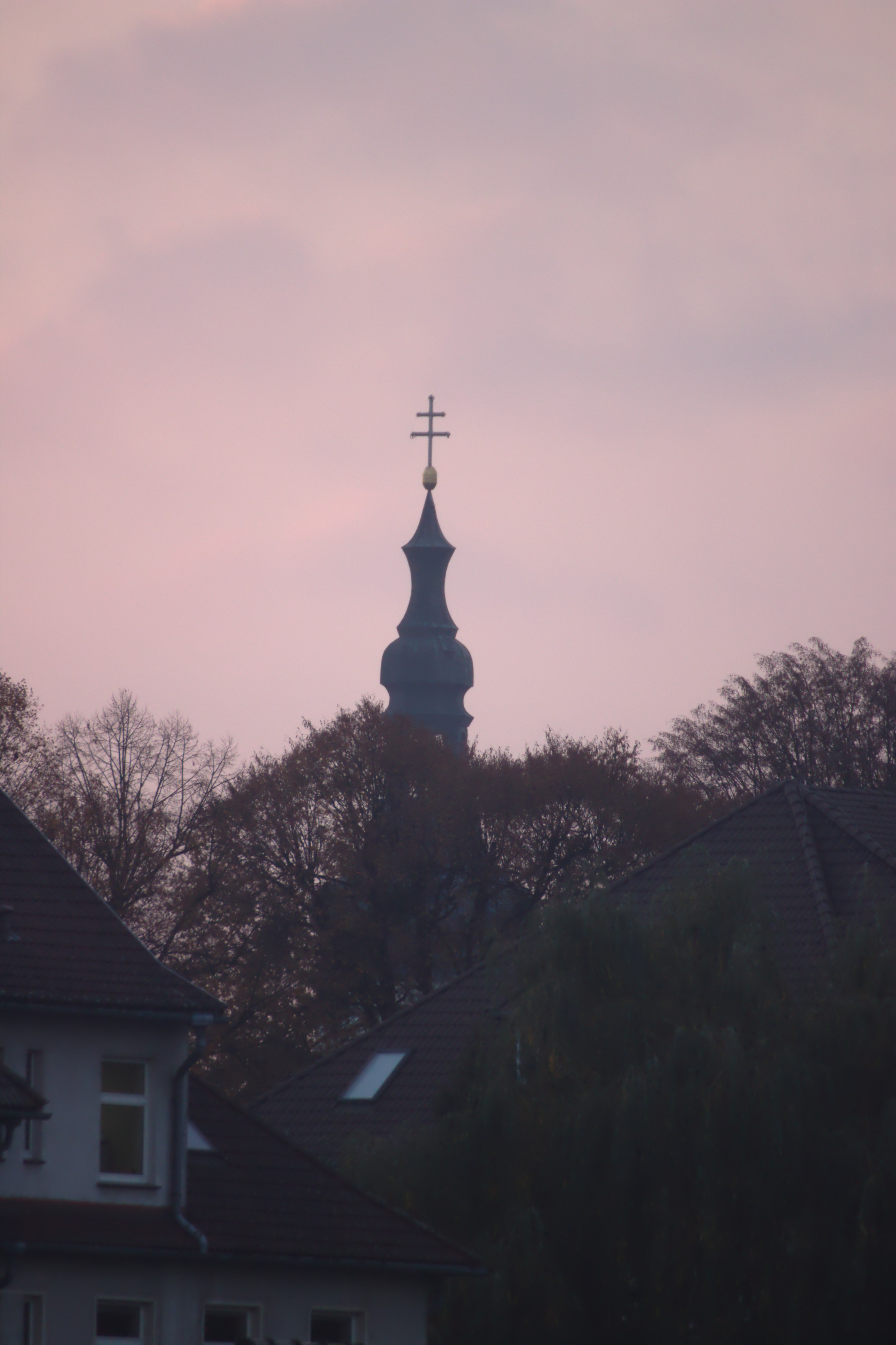
Wieża